# ゲーマーズワン
ゲーマーズワンとはSeedCが運営しているオンラインゲームコミュニティサイトである。

## 概要
元々はブロードゲームとして2002年11月よりSeedCが運営してきたが、2006年8月28日に締結したテクモとの業務提携を契機として、2006年10月10日にオンラインゲームプラットフォームとしてLievoの名称でオープンした。
以来テクモと共同運営してきたが、2009年3月31日をもってテクモとの提携が解消。以後SeedCが単独運営していたが、2010年5月28日にSeedCからNECビッグローブに事業譲渡された。
そして2010年9月14日に、アニメポータルサイト「アニメワン」との連携を図る形で、現名称にリニューアルした。
2013年1月31日、SeedCへ再び運営譲渡された。

## 主なゲーム

### 独自運営
SeedC単独
- ミックスマスター
- 真武天ソウル

### 他社運営の委託
ジークレスト運営
- トリックスター
- アットゲームズ

ブンティジャパン運営
- Boonty Games

Sankando運営
- M2-神甲綺譚-

シグナルトーク運営
- Maru-Jan

オー・ジーエンターテインメント運営
- KAROS ONLINE

WeMade Online運営
- 81Keys

### かつて運営されたゲーム
SeedC運営
- アッピーオンライン
- 破天一剣
- カオティック・ブレイン
- カーディナルサーガ
- SGO
- アッピーオンライン2
- WarRock

ゲームポット運営
- モンスターファームオンライン‐テクモ開発。
- スカッとゴルフ パンヤ

さくらインターネット運営
- ダンジョンズ&ドラゴンズオンライン
- ロードオブザリングスオンライン

ソリッドネットワークス運営
- ファンタテニス

アクセスポート運営
- 農場パラダイス+